# Теорема Усова про геодезичну
Теорема Усова про геодезичну дає точну оцінку на варіацію повороту геодезичної на графіку опуклою ліпшицевої функції.
Доведено Володимиром Усовим. Доведення використовує лемму Лібермана.

## Формулювання
Нехай {\displaystyle \Sigma \subset \mathbb {R} ^{3}} є графіком опуклою ліпшицевої функції {\displaystyle f\colon \mathbb {R} ^{2}\to \mathbb {R} } і {\displaystyle \gamma } є геодезичною на {\displaystyle \Sigma }. Тоді варіація повороту {\displaystyle \gamma } не перевищує {\displaystyle 2\cdot L}, де {\displaystyle L} — ліпшицева стала {\displaystyle f}.

### Зауваження
- Ця оцінка досягається наприклад для конуса {\displaystyle f=L\cdot {\sqrt {x^{2}+y^{2}}}}. Можна також згладити функцію в околі нуля, отримавши таким чином гладкий приклад з рівністю.